# Ленкі (Освенцимський повіт)
Ленкі (пол. Łęki) — село в Польщі, у гміні Кенти Освенцимського повіту Малопольського воєводства.
Населення — 1346 осіб (2011).

## Історія
У 1975-1998 роках село належало до Бельського воєводства, підпорядковувалося районній адміністрації в Освенцимі.

## Демографія
Демографічна структура станом на 31 березня 2011 року:
|          | Загалом | Допрацездатний вік | Працездатний вік | Постпрацездатний вік |
| -------- | ------- | ------------------ | ---------------- | -------------------- |
| Чоловіки | 660     | 148                | 450              | 62                   |
| Жінки    | 686     | 117                | 419              | 150                  |
| Разом    | 1346    | 265                | 869              | 212                  |